# Georg Hack
Georg Hack (* 20. Februar 1950 in Landshut) ist ein deutscher Motorrad-Bahnrennfahrer, der sowohl im Speedway als auch auf der Langbahn erfolgreich unterwegs gewesen ist.

## Karriere
Hack begann seine Karriere 1971 und fuhr ab 1974 international. Sein erster großer Erfolg war der Gewinn der deutschen Speedway-Bundesligameisterschaft mit dem AC Landshut. Ab 1977 begann die stärkste Zeit von Georg Hack. Auch in der britischen Speedway-Profiliga hatte Hack ein Engagement bei den Ipswich Witches. Im Finale zur Langbahn-Weltmeisterschaft stand Hack mehrere Male und sein 5. Platz 1980 in Scheeßel/D war sein größter Erfolg in diesem Wettbewerb. Auch gehörte Georg Hack einige Jahre zum Kader der Speedway-Nationalmannschaft, mit der er 1982 in White City/GB die Bronzemedaille gewann.
Seinen persönlichen Karriere-Höhepunkt erlebte Hack Ende August 1982, als er in seinem ersten und einzigen Speedway-Einzel-WM Finale stand, das im Coliseum von Los Angeles/USA stattfand. Mit fünf Punkten belegte er dort den 11. Platz. 1985 bestritt Hack sein letztes WM-Finale auf der Langbahn in Korskro/DK, während er im darauffolgenden Jahr seine Karriere beendete. Auch wenn Georg Hack nie einen großen nationalen oder internationalen Einzeltitel gewinnen konnte, zählt er bis heute zu den bekanntesten und erfolgreichsten Bahnrennfahrern Deutschlands.

## Erfolge

### Einzel
- Speedway-WM Finale 1982: 11. Platz
- Langbahn-WM Finale 1980: 5. Platz

### Team
- Speedway-Team WM-Finale 1982: 3. Platz
- Mehrmaliger Bundesliga-Meister mit dem AC Landshut
- Britische Liga: Ipswich Witches

## Persönliches
Georg Hack arbeitete nach seiner Karriere in der Entwicklungsabteilung von BMW.